# Micrognathozoa
Los micrognatozoos (Micrognathozoa, griego "pequeños animales con mandíbulas") son un filo de invertebrados pseudocelomados microscópicos de reciente creación (Kristensen & Funch, 2000). Contiene una sola especie, Limnognathia maerski, animal microscópico descubierto en Groenlandia en 2000. Los ejemplares, capturados en manantiales termales de la isla Disko, se trasladaron al Museo de Zoología de Copenhague. Según los análisis moleculares estarían emparentados con los rotíferos, gnatostomúlidos y quetognatos dentro del clado Gnathifera.

## Características
Posee las mandíbulas más complejas descubiertas en invertebrados, formadas por 32 piezas móviles. Para comer, evaginan dichas mandíbulas que se agarran al sustrato como dos pequeñas manos. Presenta, además, muchas otras estructuras particulares que justifican, según los autores, su separación en un filo propio. Tiene el cuerpo dividido en tres regiones bien diferenciadas, cabeza, tórax y abdomen; el tórax recuerda a un acordeón y puede extenderse y contraerse, siendo muy flexible cuando el animal se mueve. Su tamaño medio es de solo 130 μm de longitud (menor que muchos ciliados), siendo uno de los animales más pequeños que se conocen.

## Filogenia
El siguiente cladograma, muestra las afinidades de Limnognathia según los análisis moleculares más recientes:
|  | Gnathostomulida                                                          |
|  |                                                                          |
|  | \| \| Micrognathozoa \| \| \| \| \| \| Rotifera (Syndermata) \| \| \| \| |
|  |                                                                          |
|  | Micrognathozoa                                                           |
|  |                                                                          |
|  | Rotifera (Syndermata)                                                    |
|  |                                                                          |

|  | Micrognathozoa        |
|  |                       |
|  | Rotifera (Syndermata) |
|  |                       |

|  | Gnathostomulida                                                          |
|  |                                                                          |
|  | \| \| Micrognathozoa \| \| \| \| \| \| Rotifera (Syndermata) \| \| \| \| |
|  |                                                                          |
|  | Micrognathozoa                                                           |
|  |                                                                          |
|  | Rotifera (Syndermata)                                                    |
|  |                                                                          |

|  | Micrognathozoa        |
|  |                       |
|  | Rotifera (Syndermata) |
|  |                       |